# Paranhos (Porto)
Paranhos è una freguesia (frazione) del concelho (comune) di Porto in Portogallo.